# Barne-Åsaka landskommun
Barne-Åsaka landskommun var en tidigare kommun i dåvarande Skaraborgs län.

## Administrativ historik
Kommunen inrättades i Barne-Åsaka socken i Barne härad i Västergötland när 1862 års kommunalförordningar trädde i kraft. 
Vid kommunreformen 1952 uppgick landskommunen i Essunga landskommun som 1971 ombildades till Essunga kommun.